# USS Indianapolis: Men of Courage
USS Indianapolis: Men of Courage ist ein US-amerikanischer Kriegs- und Katastrophenfilm von Mario van Peebles aus dem Jahr 2016. Die Hauptrolle spielt Nicolas Cage.

## Handlung

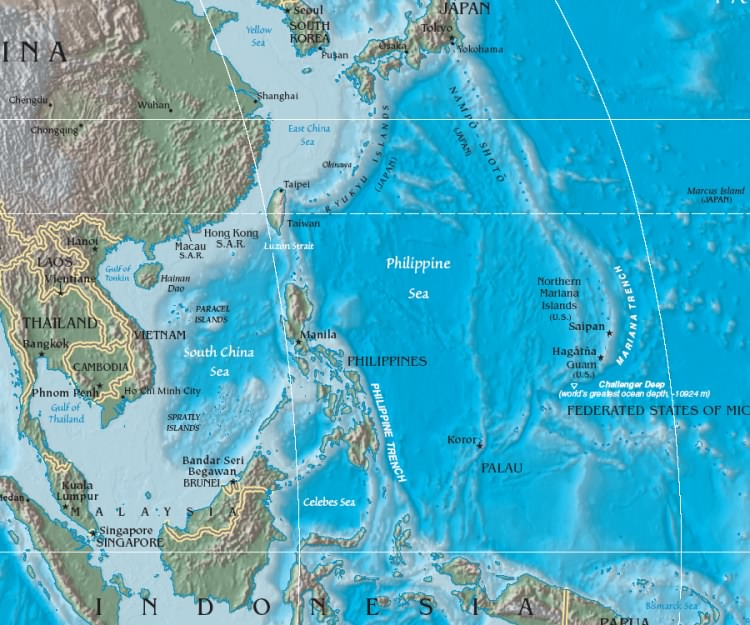
Die Philippinensee auf einer Karte

Im Juli 1945 liefert der amerikanische Schwere Kreuzer Indianapolis unter dem Kommando von Captain Charles McVay in geheimer Mission Teile der Atombombe Little Boy nach Tinian, die kurze Zeit später Hiroshima zerstört.  Auf dem Schiff treffen sich zwei Freunde aus Kindertagen wieder, der Indianapolis-Taucher Bama Smithwick und das Crewmitglied Mike D’Antonio. Beide sind, ohne es zu wissen, in dieselbe Frau verliebt. D’Antonio kauft vor der Reise nach Tinian einen Verlobungsring. Während einer Schlägerei mit zwei Besatzungsmitgliedern verliert D’Antonio den Ring, der  von Alvin, einem Besatzungsmitglied gestohlen wird.
Auf der Rückfahrt wird das Schiff am 30. Juli 1945 vom japanischen U-Boot I-58 in der Philippinensee angegriffen und versenkt. Wegen der streng geheimen Mission war das Kriegsschiff ohne Eskorte unterwegs, auch ist die genaue Position des Schiffes unbekannt.
300 Besatzungsmitglieder gehen mit dem Schiff unter, während der Rest der Besatzung fünf Tage lang – ohne Nahrung, Wasser und in von Haien verseuchten Gewässern – hilflos auf See treibt.
In den folgenden Tagen werden die meisten überlebenden Besatzungsmitglieder von Haien gefressen, ertrinken oder sterben an einer Salzwasservergiftung, die sie sich durch das Trinken von Meerwasser zugezogen haben. Smithwick und D’Antonio treiben wie der Rest der Besatzung hilflos im Wasser und hoffen auf Rettung.  D’Antonio erleidet durch einen Hai-Angriff massive Beinverletzungen  und erliegt seinen schweren Verletzungen. Smithwick erhält von Alvin den Verlobungsring, den er D’Antonio gestohlen hatte.
Am 5. Tag nach dem Untergang des Schiffes werden die überlebenden Besatzungsmitglieder gerettet. Auf der Suche nach einem Sündenbock für ihre eigene grobe Fahrlässigkeit verurteilt ein Kriegsgericht Captain McVay, wegen Gefährdung seiner Besatzung. McVay begeht im November 1968 Suizid, nachdem er mit Telefonanrufen und Postnachrichten von wütenden und trauernden Hinterbliebenen sowie durch die Medien belastet wurde.
Im Jahr 2000 wird McVay von US-Präsident Bill Clinton postum begnadigt.

## Synchronisation
Die deutschsprachige Synchronisation entstand im Auftrag von DMT – Digital Media Technologie in Hamburg, nach einem Dialogbuch und unter der Dialogregie von Oliver Böttcher.
| Rolle                        | Schauspieler   | Synchronsprecher  |
| ---------------------------- | -------------- | ----------------- |
| Captain Charles B. McVay III | Nicolas Cage   | Martin Keßler     |
| Lt. Adrian Marks             | Thomas Jane    | Thomas Nero Wolff |
| Lt. Standish                 | Callard Harris | Martin Sabel      |
| Clara                        | Emily Tennant  | Leonie Landa      |
| Quinn                        | Shamar Sanders | Timo Kinzel       |
| Lt. Wilbur „Chuck“ Gwinn     | Max Ryan       | Markus Hanse      |

## Rezeption
Der Film erhielt überwiegend negative Kritiken. Auf Rotten Tomatoes hat der Film eine Bewertung von 17 Prozent basierend auf 12 Bewertungen, mit einer durchschnittlichen Bewertung von 3,4/10. Auf Metacritic hat der Film eine Punktzahl von 30 von 100, basierend auf 8 Kritikern.
Der Filmdienst kritisierte die schlechten Spezialeffekte des Films, hingegen sei „der Überlebenskampf im Wasser packend inszeniert“. Auch „darstellerisch“ überzeuge der Film.